# Pivare
Pivare falu Horvátországban, Bród-Szávamente megyében. Közigazgatásilag Ógradiskához tartozik.

## Fekvése
Bródtól légvonalban 59, közúton 82 km-re nyugatra, Pozsegától   légvonalban 36, közúton 48 km-re délnyugatra, községközpontjától 5 km-re északkeletre, Nyugat-Szlavóniában, a Száva bal partján fekszik.

## Története
Néhány történeti forrás alapján Pivare talán a község legrégibb településének számít. A mai falu közelében az ókorban alakult ki a római település Servitium. Előzménye egy lóváltó állomás volt, mely a Sisciától keletre, Sirmiumba vezető út mentén a Száva átkelőjénél létesült. Servitium a Száva két partján feküdt. Bár a Tabula Peutingeriana „Seruitio” néven a jobb parton ábrázolja, maradványait mégis Ógradiska község területén, a Pivarétól északnyugatra fekvő Prašnik nevű háromszögletű erdő közepén találták meg. Az eltérő ábrázolást a Száva medrének időközi változása is okozhatja. A lelőhelyen eddig nem végeztek kiterjedt kutatást. Az erdő itt még számos leletet rejthet, melyek közül már eddig is sok tégla, tetőcserép és padlóburkolat darabjai kerültek elő. Ezzel a településsel volt kapcsolatban a Benkovac határában talált római villagazdaság és az Ógradiska Okucsány út is az ókori út nyomvonalán haladhat. A római települést valószínűleg a 4. században a barbárok támadása pusztította el.
Az ógradiskai katolikus plébánia historia domusa szerint ez a hely I. Lipót uralkodása előtt még lakatlan volt. Az ógradiskai erődtől egy órányi járásra északkelet felé Pivare felett, ahol egykor egy nagy sörfőzde állt egy kisebb domb található, melyet egykor „Gereski podrumi”, vagy „Podrumi Grkova” (görögök pincéi) néven neveztek. Az első lakók kereskedelmi céllal telepedtek le erre a helyre, melyet egyik oldalon a domb, a másik oldalon a Starča-patak védett, míg a fennmaradó részen töltés és egyszerű kerítés határolta. A helyet abban az időben „Gradić”nak (azaz kis várnak) nevezték. Az első katonai felmérés térképén már „Preihaus Pivare” (azaz Pivare sörfőzde) néven található. A közelében a Száva mentén kiépített védelmi rendszer Pivarica nevű őrtornya állt.
1900-ban 135, 1910-ben 143 lakosa volt. Az 1910-es népszámlálás szerint lakosságának 92%-a horvát, 8%-a olasz anyanyelvű volt. Pozsega vármegye Újgradiskai járásának része volt. Az első világháború után 1918-ban az új szerb-horvát-szlovén állam, majd később (1929-ben) Jugoszlávia része lett. A második világháború után az ókori római út vonalán a fakitermelés céljára erdei vasutat építettek. A település 1991-től a független Horvátországhoz tartozik. 1991-ben lakosságának 96%-a horvát nemzetiségű volt. A délszláv háború során a település már a háború elejétől fogva szerb kézen volt. 1995. május 2-án a „Bljesak-95” hadművelet második napján foglalta vissza a horvát hadsereg. 2011-ben a településnek 17 lakosa volt.

## Lakossága
| Lakosság változása | Lakosság változása | Lakosság változása | Lakosság változása | Lakosság változása | Lakosság változása | Lakosság változása | Lakosság változása | Lakosság változása | Lakosság változása | Lakosság változása | Lakosság változása | Lakosság változása | Lakosság változása | Lakosság változása | Lakosság változása |
| ------------------ | ------------------ | ------------------ | ------------------ | ------------------ | ------------------ | ------------------ | ------------------ | ------------------ | ------------------ | ------------------ | ------------------ | ------------------ | ------------------ | ------------------ | ------------------ |
| 1857               | 1869               | 1880               | 1890               | 1900               | 1910               | 1921               | 1931               | 1948               | 1953               | 1961               | 1971               | 1981               | 1991               | 2001               | 2011               |
| 0                  | 0                  | 0                  | 0                  | 135                | 143                | 150                | 130                | 155                | 141                | 143                | 117                | 65                 | 46                 | 23                 | 17                 |

(1948-ig településrészként, 1953-tól önálló településként.)

## Nevezetességei
Servitium római település maradványai a falu melletti Prašnik-erdőben.